# Häggenås socken
Häggenås socken i Jämtland ingår sedan 1971 i Östersunds kommun och motsvarar från 2016 Häggenås distrikt.
Socknens areal är 488,10 kvadratkilometer, varav 480,30 land. År 2000 fanns här 1 175 invånare. Tätorten och kyrkbyn Häggenås med sockenkyrkan Häggenås kyrka ligger i socknen. 

## Administrativ historik
Häggenås socken har medeltida ursprung.
Vid kommunreformen 1862 överfördes ansvaret för de kyrkliga frågorna till Häggenås församling och för de borgerliga frågorna till Häggenås landskommun. Landskommunen inkorporerades 1963 i Lits landskommun som 1971 uppgick i Östersunds kommun. Församlingen uppgick 2010 i Häggenås-Lit-Kyrkås församling.
1 januari 2016 inrättades distriktet Häggenås, med samma omfattning som församlingen hade 1999/2000.
Socknen har tillhört fögderier, tingslag och domsagor enligt vad som beskrivs i artikeln Jämtland. De indelta soldaterna tillhörde Jämtlands fältjägarregemente och Jämtlands hästjägarkår.

## Geografi
Häggenås socken ligger nordost om Östersund med ån Hårkan i väster. Socknen har odlingsbygd utmed vattendragen och är i övrigt en mjukt kuperad myrrik skogsbygd med höjder som i norr når 536 meter över havet.
Genom socknen går Inlandsbanan samt europaväg 45.
Högfors slott ligger inom socknen.

## Fornlämningar
I Häggenås socken har man anträffat ungefär 20 boplatser från stenåldern. Dessa ligger utefter Hårkan. Vidare finns cirka 750 fångstgropar i socknens terräng. Dessa är från järnåldern samt medeltiden. 
År 1929 hade socknen 2 694 invånare på en yta av cirka 488 km².

## Namnet
Namnet (1420 Heggenos) har olika tolkningar. Enligt en innehåller förleden ortnamnet Häggvin sammansatt av hägg och vin, 'betesmark, äng' och efterleden ås. En alternativ tolkning är att förleden innehåller hägge, 'häggbestånd' och efterleden nos, 'näsa; utskjutande terrängparti', någon sådant terrängparti är dock svårt identifiera.

## Befolkningsutveckling
| Befolkningsutvecklingen i Häggenås socken 1750–1990                                                      | Befolkningsutvecklingen i Häggenås socken 1750–1990 | Befolkningsutvecklingen i Häggenås socken 1750–1990 | Befolkningsutvecklingen i Häggenås socken 1750–1990 | Befolkningsutvecklingen i Häggenås socken 1750–1990 |
| --- | --------------------------------------------------- | --------------------------------------------------- | --------------------------------------------------- | --------------------------------------------------- |
| |                                                     |                                                     |                                                     |                                                     |
| År |                                                     |                                                     | Folkmängd                                           |                                                     |
| 1750 | 1750                                                |                                                     | 343                                                 |                                                     |
| 1760 | 1760                                                |                                                     | 412                                                 |                                                     |
| 1769 | 1769                                                |                                                     | 474                                                 |                                                     |
| 1780 | 1780                                                |                                                     | 509                                                 |                                                     |
| 1790 | 1790                                                |                                                     | 579                                                 |                                                     |
| 1810 | 1810                                                |                                                     | 769                                                 |                                                     |
| 1820 | 1820                                                |                                                     | 845                                                 |                                                     |
| 1830 | 1830                                                |                                                     | 966                                                 |                                                     |
| 1840 | 1840                                                |                                                     | 1 051                                               |                                                     |
| 1850 | 1850                                                |                                                     | 1 219                                               |                                                     |
| 1860 | 1860                                                |                                                     | 1 370                                               |                                                     |
| 1870 | 1870                                                |                                                     | 1 565                                               |                                                     |
| 1880 | 1880                                                |                                                     | 1 813                                               |                                                     |
| 1890 | 1890                                                |                                                     | 2 064                                               |                                                     |
| 1900 | 1900                                                |                                                     | 2 035                                               |                                                     |
| 1910 | 1910                                                |                                                     | 2 274                                               |                                                     |
| 1920 | 1920                                                |                                                     | 2 730                                               |                                                     |
| 1930 | 1930                                                |                                                     | 2 674                                               |                                                     |
| 1940 | 1940                                                |                                                     | 2 403                                               |                                                     |
| 1950 | 1950                                                |                                                     | 2 245                                               |                                                     |
| 1960 | 1960                                                |                                                     | 1 796                                               |                                                     |
| 1970 | 1970                                                |                                                     | 1 267                                               |                                                     |
| 1980 | 1980                                                |                                                     | 1 244                                               |                                                     |
| 1990 | 1990                                                |                                                     | 1 228                                               |                                                     |
| Anm: Källor: Umeå universitet - Tabellverket 1749-1859, Demografiska databasen, CEDAR, Umeå universitet. |                                                     |                                                     |                                                     |                                                     |